# The Nightfly
Albums de Donald Fagen
- Kamakiriad
(1993)
The Nightfly est le premier album studio du musicien de jazz-rock américain Donald Fagen sorti en 1982. Il s'agit du premier album solo du membre fondateur du groupe Steely Dan.

## Présentation
C'est un des premiers albums à enregistrement numérique. Plusieurs titres sont en rapport avec des évènements des années 1950 et 1960. New Frontier rappelle le slogan utilisé par John Fitzgerald Kennedy lors de sa campagne électorale de 1960, il raconte une soirée dans un abri anti-nucléaire occupée à écouter de la musique et à boire de la bière.
Le premier titre, I.G.Y. (International Geophysical Year), en français Année géophysique internationale, fait allusion à un ensemble de recherches, coordonnées à l’échelle mondiale, menées entre juillet 1957 et décembre 1958, en vue d'une meilleure connaissance des propriétés physiques de la Terre et des interactions entre le Soleil et notre planète. Il se termine de manière sarcastique :
What a beautiful world this will be... (Quel magnifique monde ce sera...)
What a glorious time to be free! (Quel magnifique moment pour être libre !)
L'album a été certifié album de platine aux États-Unis et au Royaume-Uni. Il fut classé 11e album de Pop rock au Billboard en 1982.

## Titres de l’album
1. I.G.Y. (International Geophysical Year)[4] – 6:05
2. Green Flower Street – 3:40
3. Ruby Baby (Jerry Leiber et Mike Stoller) – 5:38
4. Maxine – 3:50
5. New Frontier – 6:23
6. The Nightfly – 5:45
7. The Goodbye Look – 4:47
8. Walk Between Raindrops – 2:38

Les compositions sont de Donald Fagen, sauf indication contraire.

## Musiciens
- Donald Fagen - piano électrique, orgue, synthétiseurs, harmonica, cuivres, chant
- Greg Phillinganes - synthétiseurs, piano, piano électrique, clavinet, claviers,
- Rob_Mounsey - synthétiseur, claviers
- Michael Omartian - piano, piano électrique, claviers
- Paul Shaffer - orgue
- Larry Carlton - guitare
- Rick Derringer - guitare
- Hugh McCracken - guitare, harmonica
- Steve Khan - guitare
- Dean Parks - guitare
- Chuck Rainey - basse
- Abraham Laboriel - basse
- Anthony Jackson - basse
- Marcus Miller - basse
- Will Lee (bassiste) - basse
- Jeff Porcaro - batterie
- Dave Bargeron - trombone, euphonium, cuivres, voix
- Randy Brecker - trompette
- Michael Brecker - saxophone ténor
- Ronnie Cuber - saxophone baryton, cor d'harmonie
- David Tofani - cor d'harmonie, saxophone alto
- James Gadson - batterie
- Ed Greene - batterie
- Steve Jordan - batterie
- Daniel Lazerus - percussions
- Roger Nichols - percussions
- Starz Vanderlocket - percussions, chœurs
- Leslie Miller - chœurs
- Zachary Sanders - chœurs
- Valerie Simpson - chœurs
- Gordon Grody - chœurs
- Frank "Harmonica Frank" Floyd - chœurs